# Mine de Quellaveco
 (mars 2025).
La mine de Quellaveco est une mine de cuivre située dans la région de Lima au Pérou. Elle est détenue par Anglo American.